# Schönfelder Kultur
Die Schönfelder Kultur ist eine archäologische Kulturgruppe des späten Neolithikums in Deutschland.

## Forschungsgeschichte
Der Name leitet sich vom eponymen Fundort Schönfeld im Landkreis Stendal her. Er wurde 1910 von Paul Kupka erstmals verwendet, der im Jahre 1905 das dortige Gräberfeld ergraben hat.

## Verbreitung
Die Schönfelder Kultur befand sich an der Elbe von dem Wendland über das Mittelelbe-Saale-Gebiet (Schwerpunkt) bis Böhmen.
Zeitlich folgt sie der Elb-Havel-, der Trichterbecher- und der Bernburger Kultur. So finden sich Elemente sowohl dieser Kulturen als auch der Kugelamphorenkultur in der Fischbecker Gruppe, welche als frühe Variante der Schönfelder Kultur angesehen wird.
Die Hauptphase der Schönfelder Kultur verläuft als Regionalgruppe des späten Neolithikums weitgehend zeitgleich mit der Einzelgrabkultur/Schnurkeramik und der Glockenbecherkultur. In der entwickelten Schönfelder Kultur lassen sich zwei regionale Untergruppen unterscheiden, die sich um Magdeburg überschneiden:
- Ammenslebener Gruppe (Mitte Sachsen-Anhalts)
- Schönfelder Nordgruppe (Norden Sachsen-Anhalts)

## Keramik

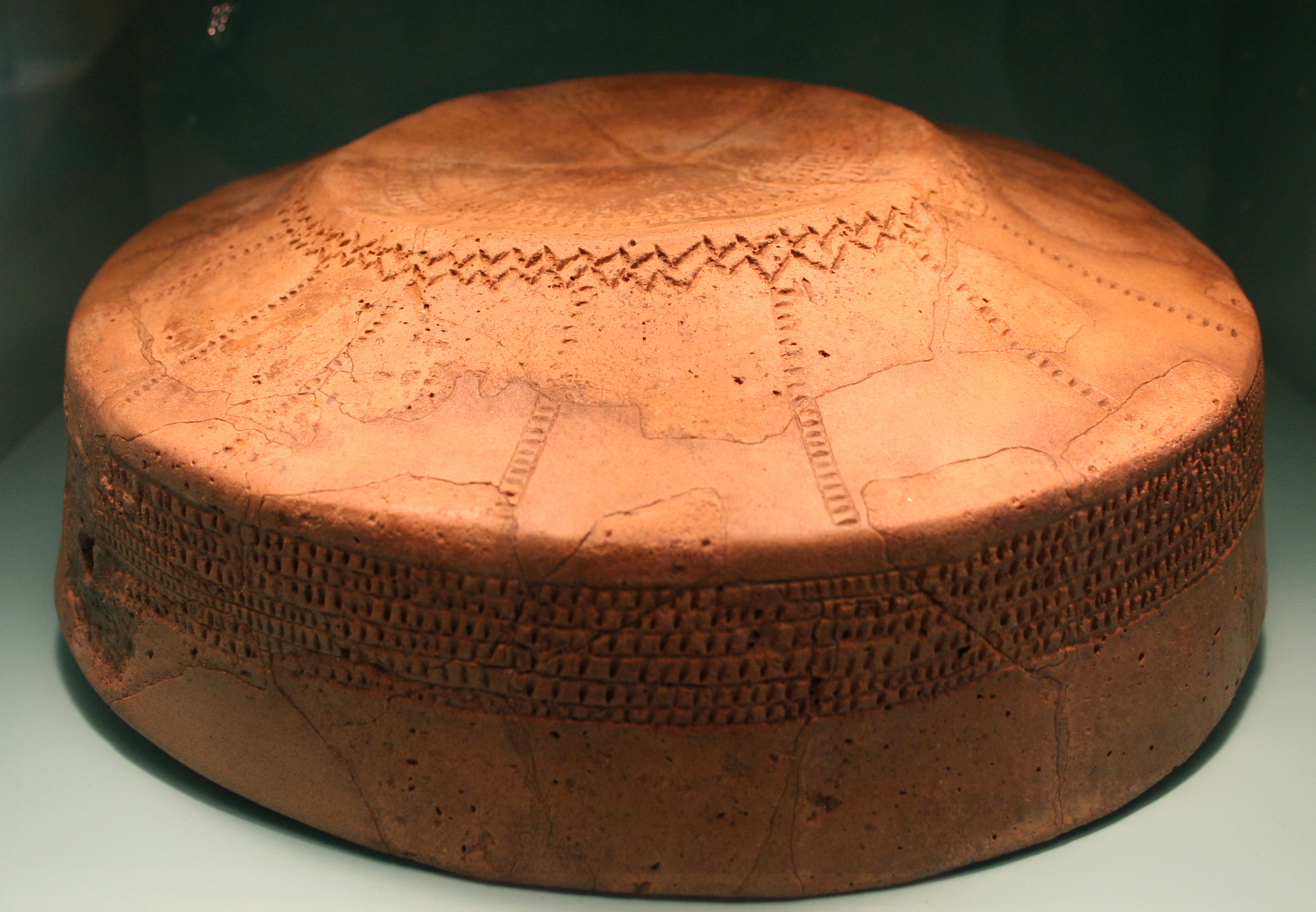
Verzierte Schale der Schönfelder Kultur aus Krielow, Brandenburg; Museum für Vor- und Frühgeschichte, Berlin

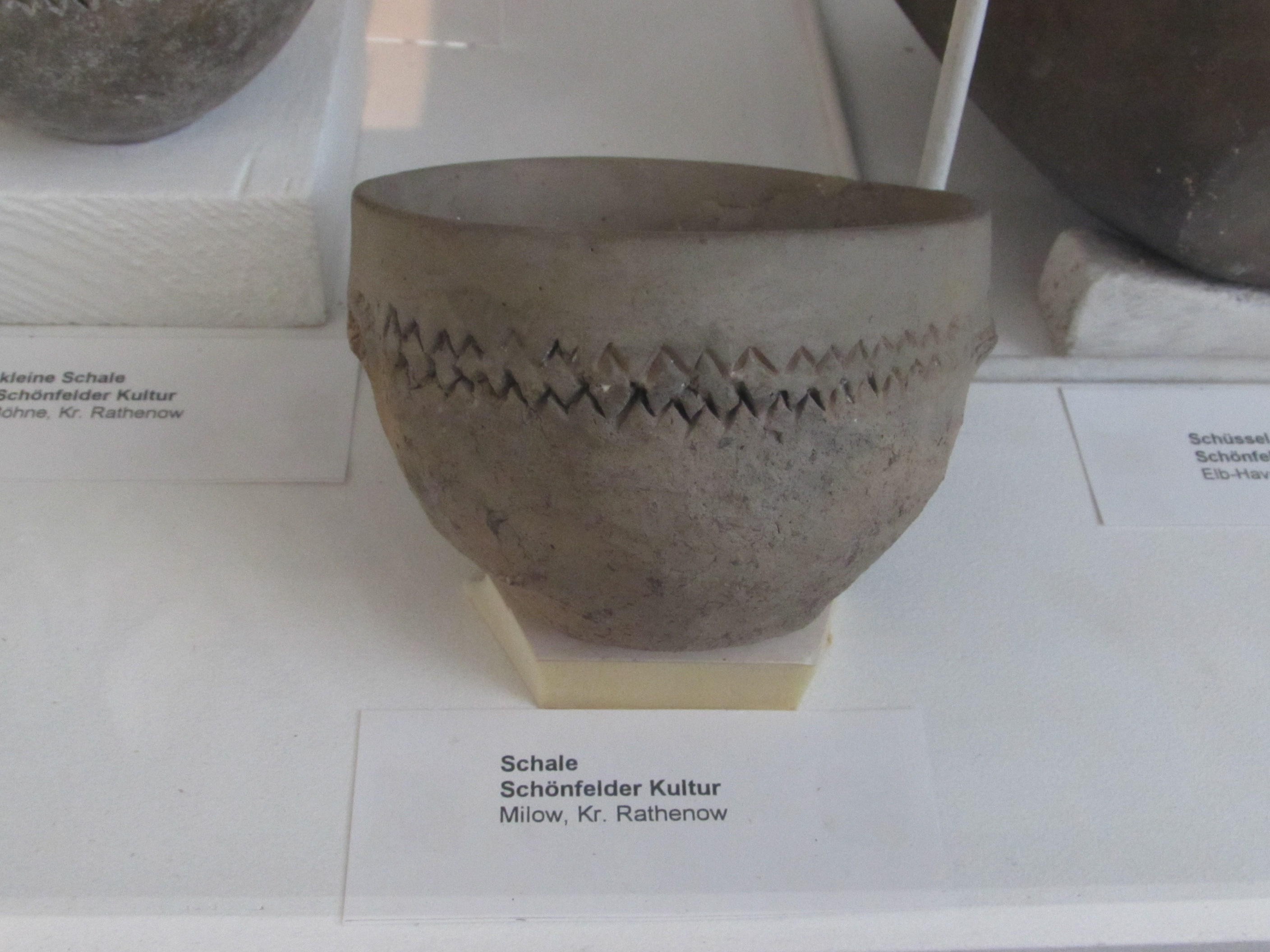
Verzierte Schale der Schönfelder Kultur aus Milow, Brandenburg; Kreismuseum Jerichower Land, Genthin

Die Keramik der Schönfelder Kultur ist überwiegend stichverziert. An Ornamenten sind Zickzacklinien und Furchenstichlinien bekannt. Besonders auffällig sind die verzierten Schalen, deren Ornamentik teilweise als Sonnensymbolik gedeutet wird.

## Siedlungen
Bisher konnten Grundrisse von kleinen bis mittelgroßen Häusern in Pfostenbauweise, teilweise mit Feuerstellen, nachgewiesen werden (in Randau bei Magdeburg, in Gerwisch im Landkreis Jerichower Land und in Brandenburg-Neuendorf).

## Bestattungen
Das auffälligste Merkmal der Schönfelder Kultur ist die regelhafte Brandbestattung, die bei den zeitgenössischen anderen Kulturen selten ist. Eventuelle Grabbeigaben wurden auf den Scheiterhaufen mitgegeben. Der Leichenbrand wurde in Keramikgefäßen meistens in Flachgräbern beigesetzt. Es kommen jedoch auch Nachbestattungen in Großsteingräbern vor.

## Fundorte
- Gräberfeld Schönfeld (Bismark)
- Gräberfeld Klein Möringen, Landkreis Stendal
- Gräberfeld Wahlitz, Landkreis Jerichower Land
- Randau bei Magdeburg
- Gerwisch, Landkreis Jerichower Land
- Brandenburg-Neuendorf
- Arneburg, Landkreis Stendal
- Rogätz, Kreis Wolmirstedt
- Hamburg-Bergedorf
- Möckern-Stegelitz, Landkreis Jerichower Land
- Schöningen, Niedersachsen

## Filme
- Sonnensymbolik der Schönfelder Kultur | Museum exklusiv. Einblicke in die Studiensammlung. Landesmuseum für Vorgeschichte Halle. In: YouTube. 22. Juni 2023, abgerufen am 22. Juni 2023.